# فرد کرین (هنرپیشه)
فرد کرین (انگلیسی: Fred Crane؛ ۲۲ مارس ۱۹۱۸ – ۲۱ اوت ۲۰۰۸) یک هنرپیشه اهل ایالات متحده آمریکا بود. وی بین سال‌های ۱۹۳۹ تا ۱۹۶۵ میلادی فعالیت می‌کرد.
از فیلم‌ها یا برنامه‌های تلویزیونی که وی در آن نقش داشته است می‌توان به بر باد رفته اشاره کرد.